# 奧特峰
46°32′35″N 9°48′36.5″E / 46.54306°N 9.810139°E

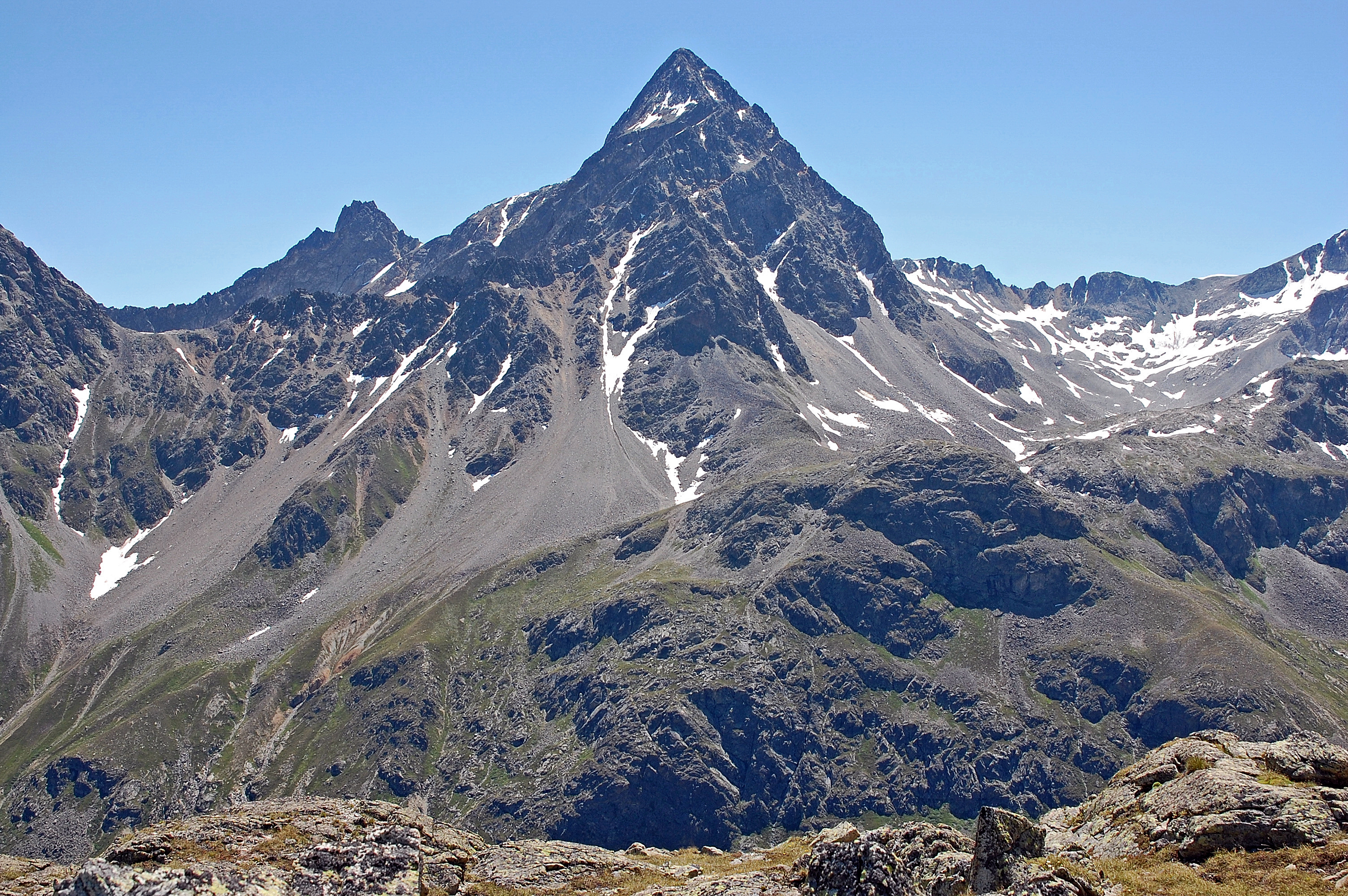

奧特峰（Piz Ot），是瑞士的山峰，位於該國東南部，由格勞賓登州負責管轄，屬於阿爾布拉山脈的一部分，海拔高度3,246米，人類在1913年首次登頂。